# خانواده کورلئونه
خانواده کورلئونه ، گروهی از شخصیت‌های داستانی در رمان‌ها و فیلم‌های پدرخوانده هستند که توسط ماریو پوزو ساخته شده و نخستین بار در رمان پدرخوانده ظاهر شد. آنها یک خانواده جنایت سازمان یافته هستند که از شهر کورلئونه در سیسیل منشأ می‌گیرند و در شهر نیویورک مستقر هستند.
خانواده کورلئونه مقایسه‌هایی را با خانواده‌های جنایتکار واقعی جینوویسه و بونانو انجام داده‌اند

## تاریخ تخیلی

### ترور
در سال ۱۹۴۵، دون ویتو کورلئونه پیشنهاد تجارت مواد مخدر، بارون مواد مخدر ویرجیل «ترک»، سلوزو را رد کرد و این تقریباً خانواده را از بین می‌برد. سولوزو معتقد بود که پسر بزرگ ویتو، سانی، می‌خواهد این معامله را بپذیرد و او افرادش را بیرون دفترش با اسلحه از دون ویتو بیرون کشید. با این حال، ویتو زنده مانده و در بیمارستان بستری است. سانی مسئولیت جانشینی دون خانواده کورلئونه را بر عهده گرفت. پس از دومین سو قصد به دون ویتو، سانی برونو تاتاگلیا، پسر دون تاتاگلیا را ترور می‌کند. وقتی مایکل پسر کوچک دون ویتو، سولوزو و افسر پلیس فاسد کاپیتان مک کلوسکی را هنگام ملاقات در برانکس می‌کشد، مایکل را مجبور به فرار به سیسیل کند، این جنگ پنج خانواده را آغاز می‌کند، که در طی آن سانی ترور می‌شود. پس از مرگ سانی، دون ویتو که کمی بهبود می‌یابد، با دیگر خانواده‌ها صلح می‌کند و می‌فهمد که دشمن واقعی او امیلیو بارزینی است که می‌خواست کورلئون‌ها را له کند تا به قدرتمندترین مافیای شهر نیویورک تبدیل شود.

### لاس وگاس
پس از نیمه بازنشستگی دون ویتو و به دنبال آن حمله قلبی مهلک وی، مایکل جانشین پدرش به عنوان دون می‌شود. مایکل نقشه سانی را برای قتل سایر روسای مافیای شهر نیویورک به همراه مو گرین، که مانع منافع تجاری خانواده در لاس وگاس بود، سالواتوره تسیو، که به مایکل برای بارزینی خیانت کرد، و کارلو ریتزی، که در این ماجرا نقش داشت، انجام می‌دهد. قتل سانی. به دنبال این، مایکل خانواده را به لاس وگاس ولی منتقل می‌کند. مایکل تلاش می‌کند مشاغل کورلئونه را مشروعیت بخشد، اما پس از تلاش ناموفق در زندگی خود توسط گانگستر میامی و شریک تجاری کورلئونه، هایمن روت، در تلاش برای متوقف کردن تسخیر لاس وگاس، دوباره به جرم کشانده می‌شود. روث سرانجام به دستور مایکل کشته می‌شود. فردو کورلئونه، برادر بزرگتر مایکل، درگیر توطئه علیه کورلئونه شد. در مراسم خاکسپاری مادرشان، مایکل ترور برادر بزرگترش را که زنده مانده بود، تحریم کرد.

### قانونی کردن
تا سال ۱۹۷۹، تمام فعالیت‌های خانواده کورلئونه تقریباً قانونی است. مایکل کورلئونه، پس از فروش منافع خود در کازینوها و هتل‌ها، فقط در مشاغل غیرمرتبط با مافیا سرمایه‌گذاری می‌کند. جوی زاسا، رئیس ارشد شرکت جنایی کورلئونه، نسبت به اصلاحات ابراز ناراحتی می‌کند. او با دون آلتوبلو سیسیلی پیر هماهنگ می‌شود تا در طی جلسه ای در آتلانتیک سیتی، نیوجرسی ، ترور مایکل را ترتیب دهد.

### وینسنت کورلئونه
در سال ۱۹۸۰، مایکل برادرزاده خود و پسر نامشروع سانی، وینسنت مانچینی را به جانشینی خود به عنوان دون از خانواده کورلئونه منصوب کرد، وی به او اجازه داد نام خود را به وینسنت کورلئونه تغیر دهد. در مقابل این، مایکل به او دستور داد تا رابطه خود را با دخترش (و پسر عموی وینسنت) مری کورلئونه پایان دهد. وینسنت به او اطمینان داد که چنین خواهد کرد.
با راهنمایی مایکل، وینسنت به عنوان دون جدید انتخاب شد. با این حال، او همچنان یک رشته خشونت‌آمیز را حفظ کرد، همان‌طور که در نخستین اقدام او به عنوان دون ثابت شد. با ضمنی که از مایکل گرفت، او دستور داد که گیلدای، کینززیگ و لوچچی در یک کشتار جمعی کشته شوند. با این حال، مری در یک سو قصد نافرجام به مایکل کشته شد. وینسنت ، به سرعت و بی رحمانه، مسئول این قتل را کشت. با وجود این، مایکل پس از مدت زمان نامعلومی تنها و ناامید می‌میرد.

## رهبری تاریخی

### رئیس (رسمی و مجری)
- ۱۹۵۵–۱۹۲۰- ویتو کورلئونه - نیمه بازنشسته ۱۹۵۴، درگذشت ۱۹۵۵
- جانشینی ۱۹۴۸–۱۹۴۵- سانی کورلئونه
- جانشینی ۱۹۵۵–۱۹۵۴- مایکل کورلئونه
- ۱۹۸۰–۱۹۵۵- مایکل کورلئونه
- جانشینی ۱۹۵۹–۱۹۵۸- تام هاگن
- ۱۹۸۰– ناشناخته - وینسنت کورلئونه

### رئیس
- ۱۹۴۸–۱۹۴۰- سانی کورلئونه - توسط افراد بارزینی کشته شد
- ۱۹۵۵–۱۹۴۸- مایکل کورلئونه - در حدود سال ۱۹۵۴ هنگامی که ویتو نیمه بازنشسته شد، به عنوان مدیر ارشد جانشین شد
- ۱۹۶۰–۱۹۵۵- فردو کورلئونه - فقط شخصیت بی‌طرف، که توسط ال نری کشته شد
- ۱۹۶۰– ناشناخته - آلبرت «آل» نری

### کنگره
- ۱۹۴۵–۱۹۲۰- گنکو آببانداندو
- ۱۹۵۴–۱۹۴۵- تام هاگن
- ۱۹۵۵–۱۹۵۴- ویتو کورلئونه (غیررسمی)
- ۱۹۶۴–۱۹۵۵- تام هاگن - توسط نیک گراچی در اوت ۱۹۶۴ به قتل رسید
- ۱۹۷۰ - ناشناخته - کانی کورلئونه (غیررسمی)

## افراد جناحی

### جناحبرانکس/لانگ آیلند
- ۱۹۵۸–۱۹۲۰ - پیتر «فیت پیت» کلمنزا (حمله قلبی)
- ۱۹۵۹– ۱۹۵۸- فرانک «فرانکی» پنتانژلی (خبرچین شد)
- ۱۹۵۹-؟ - ریچارد آنتونی «ریچی» نوبلیو، جونیور (بازنشسته)
- ؟ –۱۹۷۹- جوزف «جوی» زاسا (قاتل)

### جناحبروکلین
- ۱۹۵۵–۱۹۲۰ - سالواتوره «سالی» تسیو (قاتل)
- ۱۹۶۰–۱۹۵۵- آلبرت «آل» نری (رئیس سابق شد)

### جناحمنهتن
- ۱۹۴۰–۱۹۳۳ - سانتینا «سانی» کورلئونه (رئیس سابق شد)

### جناحلاس وگاس
- ۱۹۵۵–۱۹۴۶ - فردریکو «فردو» کورلئونه (رئیس سابق شد)
- ۱۹۵۹–۱۹۵۵ - روکو لمپونه (کشته شده توسط مأموران اجرای قانون)

### جناحمیامی
- ؟ –۱۹۵۸- جان «جانی» اولا (غیررسمی، از نزدیکان هایمن روث) (کشته شده)

## سربازان شناخته شده
- ؟ - ۱۹۵۸ - فرانک «فرانکی» پنتانژلی (کاپو شد)
- ؟ - ۱۹۵۹ - ریچارد آنتونی «ریچی» نوبیلیو، جونیور (به کاپو تبدیل شد)
- ۱۹۴۵–۱۹۳۴ - لوکا برازی (قاتل)
- ۱۹۵۹– ۱۹۳۴- تونی روزاتو (خانواده خود را تأسیس می‌کند)
- ۱۹۵۹–۱۹۳۴- کارمین روزاتو (خانواده خود را تأسیس می‌کند)
- ؟ - ۱۹۴۶- پائولی گاتو (قاتل)
- ۱۹۵۹–۱۹۴۶- ویلی سیچی (خبرچین شد)
- ۱۹۵۵–۱۹۴۶- روکو لامپون (کاپو شد)
- ؟ –۱۹۵۵- آل نری (کاپو شد)
- ؟ –؟ - جوزف «جوی» زاسا (کاپو شد)